# عبدالرضا رحمانی فضلی
عبدالرضا رحمانی فضلی (زادهٔ ۳۰ آذر ۱۳۳۸) سیاستمدار اصولگرای ایرانی است که از ۳۱ اردیبهشت ۱۴۰۴ به‌عنوان سفیر جمهوری اسلامی ایران در کشور چین انتخاب شده است. وی در دولت‌های یازدهم و دوازدهم سمت وزیر کشور را برعهده داشت. رحمانی فضلی همچنین جانشین فرمانده کل قوا در نیروی انتظامی جمهوری اسلامی ایران، رئیس شورای امنیت کشور و عضو شورای‌عالی جمعیت هلال احمر نیز بوده است.
وی دانش‌آموختهٔ کارشناسی ارشد جغرافیای انسانی از دانشگاه فردوسی مشهد و دکترای جغرافیای انسانی از دانشگاه تربیت مدرس است و از سال ۱۳۸۲ استادیار دانشکده علوم زمین دانشگاه شهید بهشتی می‌باشد.
رحمانی فضلی از نظر سیاسی، دارای گرایش اصولگرایی است، که از سوابق اجرایی وی می‌توان به ریاست دیوان محاسبات کشور، نماینده شیروان در دوره چهارم مجلس شورای اسلامی و قائم‌مقام دبیر شورای عالی امنیت ملی، همچنین معاون اجتماعی، فرهنگی و رسانه‌ای سازمان صدا و سیما در دوره ریاست علی لاریجانی بر این سازمان، اشاره کرد.
ارتباط نزدیک وی با علی لاریجانی موجب انتصاب او در وزارت کشور و امتیاز حسن روحانی به لاریجانی قلمداد شد، هرچند منتقدان او را به دلیل انتصاب استانداران ضعیف، یکی از ضعیف‌ترین وزرای کشور در تاریخ جمهوری اسلامی می‌دانند.
در ۲۰ مه ۲۰۲۰ وزارت خزانه‌داری ایالات متحده آمریکا وی را به خاطر نقش در نقض جدی حقوق بشر علیه ایرانیان در فهرست تحریم خود قرار داد.

## زندگی
عبدالرضا رحمانی فضلی در سال ۱۳۳۸ در شیروان، خراسان شمالی زاده شد. وی مدرک کارشناسی و کارشناسی ارشد جغرافیای انسانی را از دانشگاه فردوسی مشهد و دکترای جغرافیای انسانی را از دانشگاه تربیت مدرس اخذ نمود.
رحمانی فضلی فعالیت شغلی خود را از سال ۱۳۶۸ به عنوان معاون آموزشی و پژوهشی دانشکده ادبیات و علوم انسانی دانشگاه فردوسی مشهد آغاز کرد و تا سال ۱۳۷۰ در این جایگاه فعالیت نمود. در سال ۱۳۷۱ و در دوره چهارم مجلس شورای اسلامی، به عنوان نماینده شیروان از استان خراسان شمالی در مجلس حضور داشت. او سپس به سازمان صدا و سیما رفت و از سال ۱۳۷۵ تا ۱۳۸۵ در سمت‌هایی چون؛ قائم‌مقام رئیس سازمان، معاونت برنامه‌ریزی، معاونت امور مجلس و استان‌ها و معاونت سیاسی این سازمان فعالیت نمود. وی از سال ۱۳۸۲ تاکنون استادیار دانشکده علوم زمین دانشگاه شهید بهشتی نیز می‌باشد.
وی از اطرافیان لاریجانی است و با او در صداوسیما، شورای عالی امنیت ملی و مجلس همراه بوده و پست گرفت. گفته می‌شود پست وزارت کشور در دولت روحانی را با اعمال نفوذ لاریجانی به‌دست‌آورد و برخی نمایندگان مجلس مدعی هستند که لاریجانی مانع از استیضاح وی می‌گردید.

## سوابق اجرایی
۱. معاون آموزشی و پژوهشی دانشکده ادبیات و علوم انسانی دانشگاه فردوسی مشهد، از سال ۶۸ تا ۷۰

۲. مؤسس و رئیس دوره شبانه دانشکده ادبیات، دانشگاه فردوسی مشهد، از سال ۶۹ تا ۷۰

۳. نماینده شیروان در دوره چهارم مجلس شورای اسلامی از سال ۷۱ تا ۷۵
1. قائم مقام سازمان صدا و سیما
2. معاون برنامه‌ریزی سازمان صدا و سیما
3. معاون امور مجلس و استان‌های سازمان صدا و سیما
4. معاون سیاسی سازمان صدا و سیما
5. نماینده سازمان صدا و سیما در شورای عالی انقلاب فرهنگی
6. نماینده سازمان صدا و سیما در ستاد مرکزی مبارزه با قاچاق کالا
7. نماینده صدا و سیما در شورای هماهنگی پروژه شهرهای سالم، وزارت بهداشت و درمان و آموزش پزشکی

۱۱. رئیس حوزه خبر اتحادیه رادیو و تلویزیون‌های آسیا و اقیانوسیه در سال ۱۳۸۲
۱۲. رئیس دوره نهم ستاد انتخابات ریاست جمهوری سازمان صدا و سیما ۱۳۸۵
۱۳. عضو کمیته شورای اطلاع‌رسانی دولت به مدت ۶ سال
۱۴. معاون فرهنگی ستاد مبارزه با قاچاق کالا و ارز
۱۵. معاون امور بین‌الملل و توسعه اقتصادی استان‌ها و ریاست شورای اطلاع‌رسانی وزارت کشور از سال ۸۵ تا ۸۶
۱۶. رئیس اجلاس وزاری کشور و عضو سازمان همکاری‌های اقتصادی (اکو)، وزارت کشور
۱۷. قائم مقام و معاون فرهنگی رسانه‌ای و اجتماعی شورای عالی امنیت ملی به مدت ۱۸ ماه از سال ۸۶
۱۸. ریاست دیوان محاسبات کشور از سال ۸۷
۱۹. عضو شورای تحصیلات تکمیلی دانشکده علوم زمین دانشگاه شهید بهشتی از سال ۸۷ تاکنون
۲۰. رئیس سازمان مؤسسات عالی حسابرسی کشورهای عضو اکو (اکوسای) از مهر ۸۹ تا مهر ۹۲
از پست‌های دیگر وی می‌توان به ریاست دوره‌ای اجلاس سازمان همکاری‌های اقتصادی منطقه‌ای (اکو) و رئیس حوزه خبر اتحادیه رادیو و تلویزیون‌های آسیا و اقیانوسیه، اشاره کرد.
رحمانی فضلی از افراد نزدیک به علی لاریجانی است، که معاونت وی در شورای عالی و اغلب پست‌های دولتی وی در همراهی با علی لاریجانی بوده است. او در جریان انتخابات ریاست جمهوری نهم در سال ۱۳۸۴ ریاست ستاد انتخابات صدا و سیما را برعهده داشت و شائبه سوگیری او به نفع علی لاریجانی، بارها سبب انتقاد از وی شد.

## وزارت کشور
پس از انتخاب شدن حسن روحانی به عنوان رئیس‌جمهور ایران، با این که در ابتدا علی یونسی برای تصدی سمت وزارت کشور مطرح بود، رحمانی فضلی به عنوان گزینه نهایی روحانی جهت انتصاب این جایگاه در دولت یازدهم انتخاب شد و یک روز پیش از معرفی کابینه برخی خبرگزاری‌ها اعلام کردند، روحانی تصمیم گرفته است، علی یونسی را به جای وی معرفی نمایند. با این حال نهایتاً در روز معرفی کابینه پیشنهادی به مجلس شورای اسلامی، عبدالرضا رحمانی فضلی به‌عنوان وزیر کشور ایران برای گرفتن رأی از سوی نمایندگان به مجلس شورای اسلامی معرفی شد. این شائبه مطرح شده است که سپردن وزارت کشور به رحمانی فضلی، شرط علی لاریجانی (رئیس وقت مجلس شورای اسلامی) جهت اخذ رأی اعتماد مجلس به سایر وزرای پیشنهادی حسن روحانی بوده است. صادق زیباکلام در مورد پیشنهاد رحمانی فضلی برای وزارت کشور، آن را موافقت و مصالحه حسن روحانی با سایر مراکز قدرت دانست.

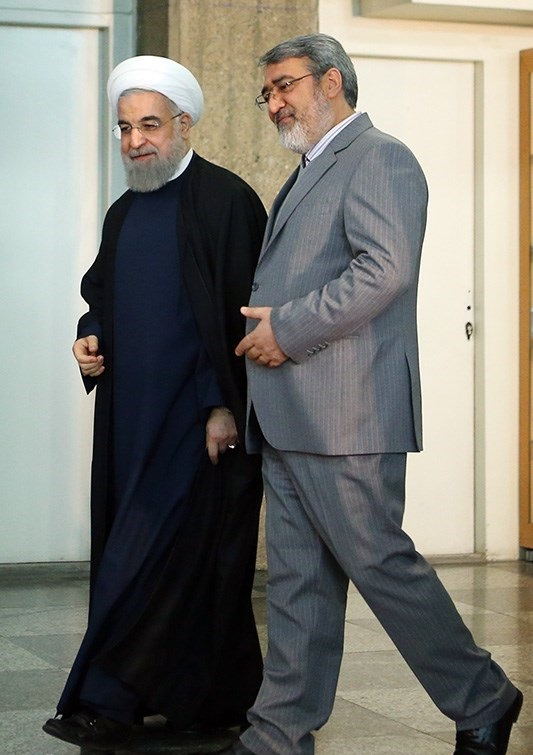
عبدالرضا رحمانی فضلی در کنار حسن روحانی

## دولت یازدهم
پس از انتخاب حسن روحانی به عنوان رئیس دولت یازدهم، وی، رحمانی فضلی را به عنوان نامزد پیشنهادی جهت تصدی پست وزارت کشور دولت یازهم به مجلس شورای اسلامی معرفی کرد. پس از ۴ روز بحث در صحن علنی مجلس شورای اسلامی، نمایندگان طی مراسم رای‌گیری پایانی، (مورخ ۲۴ مرداد ۱۳۹۲) رحمانی فضلی را با ۲۵۶ رای موافق از ۲۸۴ رای به صندوق انداخته، به عنوان وزیر کشور، تأیید کردند.

### کارت زرد
در ۳ تیر ۱۳۹۳، رحمانی‌فضلی به دلیل بی‌تفاوتی نسبت به پدیده بانوان ساپورت‌پوش، با کسب ۱۳۵ رأی مخالف، ۶۴ رأی موافق و ۱۵ رأی ممتنع از مجموع ۲۱۸ رأی مأخوذه از مجلس شورای اسلامی کارت زرد گرفت. پیش از وی علی طیب‌نیا، رضا فرجی دانا، علی جنتی و علی‌اصغر فانی نیز از مجلس کارت زرد گرفته بودند و رحمانی فضلی پنجمین وزیر دولت یازدهم بود که از مجلس کارت زرد گرفت.

### دبیرکل ستاد مبارزه با مواد مخدر
بعد از انتصاب رحمانی فضلی به عنوان وزیر کشور دولت یازدهم، حسن روحانی بر اساس ماده ۳۳ اصلاحی قانون مبارزه با مواد مخدر، رحمانی فضلی (وزیر کشور وقت) را به سمت دبیرکلی ستاد مبارزه با مواد مخدر منصوب کرد.

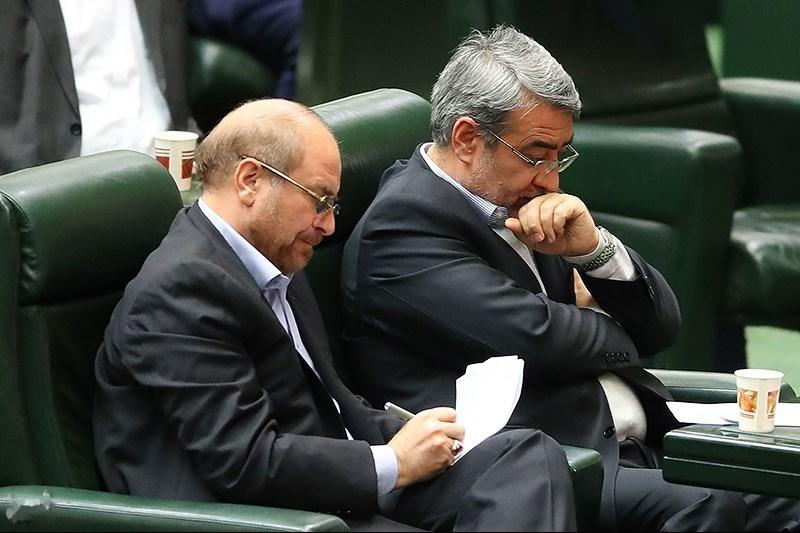
رحمانی فضلی در کنار محمدباقر قالیباف در مجلس

### رئیس شورای امنیت کشور
حسن روحانی، رئیس‌جمهور ایران، در ۱۴ آبان ماه ۱۳۹۲ طی حکمی عبدالرضا رحمانی فضلی، وزیر کشور را به عنوان رئیس شورای امنیت کشور منصوب کرد.

### طرح حمایت از آمران به معروف و ناهیان از منکر
رحمانی فضلی، از منتقدان طرح حمایت از آمران به معروف و ناهیان از منکر بود، که در پاییز ۱۳۹۳ در مجلس شورای اسلامی تصویب شد. وی طی نامه‌ای که به علی لاریجانی نوشته بود، تداخل کار دستگاه‌های اجرایی مربوط را متذکر و خواستار بررسی بیشتر بر روی این طرح شد، که این درخواست تجدید نظر، با مخالفت هیئت رئیسه مجلس روبرو شد.

### حواشی انتخاب استاندار فارس
پس از آن که سید محمد احمدی، استاندار فارس به دنبال حمله به اتومبیل حاوی علی مطهری در ۹ تیر ۱۳۹۴، استعفا کرد، نمایندگان این استان در اعتراض به معرفی گزینه جدید استانداری به‌صورت هماهنگ استعفا دادند و علی‌رغم اینکه انتصاب استاندار در حیطه اختیارات وزیر کشور است، استدلال کردند که رحمانی فضلی با آن‌ها برای انتصاب استاندار جدید، مشورت نکرده است. آن‌ها حتی معترض بودند که سید محمد علی افشانی، در میان فهرست پیشنهادی آن‌ها قرار نداشته است. نمایندگان پا از این هم فراتر گذاشتند و طرح استیضاح وزیر کشور را به مجلس تقدیم کردند. وزارت کشور هم در ادامه این ماجرا از موضع خود کوتاه نیامد و سخنگوی آن ضمن دفاع از افشانی تأکید کرده بود، انتصاب استاندار تنها در حیطه اختیارات وزیر کشور است و در نهایت هیئت دولت با معرفی وی به‌عنوان استاندار موافقت کرد. پس از انتصاب افشانی به‌عنوان استاندار فارس، ایمانی نماینده ولی‌فقیه در استان فارس و دستغیب نماینده استان فارس در مجلس خبرگان رهبری، طی نامه‌ای از نمایندگان فارس در مجلس شورای اسلامی خواستند، تا از طرح استیضاح وزیر کشور در صحن علنی مجلس، جلوگیری شود. به‌این‌ترتیب کوتاه نیامدن وزارت کشور در این خصوص و نامه علمای استان سبب شد تا موضوع استیضاح وزیر در همین مرحله منتفی شود. در نهایت با وجود مجادله چند روزهٔ وزارت کشور و نمایندگان فارس در ۲۴ تیر ۱۳۹۴، سید محمد علی افشانی، سیاستمدار اصلاح طلب و از چهره‌های نزدیک به سید محمد خاتمی، به عنوان استاندار جدید فارس معارفه شد. در اجلاس معارفهٔ وی، رحمانی فضلی گفت: «برای انتخاب استاندار شاخص‌هایی چون قبول برنامه‌های دولت، مشی اعتدال، تجربه و کار جمعی را مدنظر قرار داده‌ایم.»

### استفاده از ویلای دولتی نیاوران
۷ ماه پس از پایان دولت حسن روحانی، معاونت حقوقی ریاست جمهوری در دوران رئیسی افشا کرد که رحمانی فضلی یک ویلای دولتی به وسعت هزار و ۸۰۳ متر و اعیان ۶۸۴ متر در نیاوران تهران را مدتها مورد بهره‌برداری قرار می‌داده است و نه تنها اجازه ای نپرداخته بلکه هزینه هنگفتی هم بابت نگهداری به بیت المال تحمیل کرده است:
 است:عبدالرضا رحمانی فضلی باوجود پایان مأموریت هنوز خانه‌سازمانی خود را پس نداده است. وزیر کشور روحانی در حال حاضر در یک ویلای ۱۸۰۰ متری در منطقه نیاوران تهران زندگی می‌کند، این منزل اعیانی بر اساس اصول قانون اساسی و در راستای اجرای عدالت باید توسط عضو ارشد کابینه روحانی پس داده شود. لازم است ذکر شود که پسش از این سازمان بازرسی کشور طی یک نامه از رحمانی فضلی خواسته است که این خانه ویلایی را پس بدهد؛ اما وزیر روحانی نه‌تنها از اجرای قانون استنکاف می‌کند؛ بلکه اجاره محل سکونت خود را نیز پرداخت نکرده است!

بر اساس قانون سامان‌دهی و حمایت از تولید و عرضه مسکن در سال ۱۳۸۷ مجلس شورای اسلامی، کلیه دستگاه‌هایی دولتی باید خانه‌های سازمانی را پس از پایان مدت اجاره استفاده‌کنندگان حسب آیین‌نامه پس داده و مبلغ اجاره یا فروش آن را به‌حساب اعلام‌شده در خزانه بانک مرکزی واریز کنند. بر اساس همین قانون واگذاری املاک تحت مالکیت دولت به اشخاص بدون پرداخت اجاره‌بها از لحاظ حقوقی تخلف است.
روح‌الله جمعه‌ای از نزدیکان وی در توئیتی واگذاری این خانه به عبدالرضا رحمانی فضلی را ناشی از الزامات امنیتی و حفاظتی اعلام کرد و ضمن رویه معمول دانستن استفاده مقامات کشور از خانه‌های سازمانی، مدعی شد که رحمانی فضلی خانهٔ سازمانی خود را در موعد مقرر تخلیه کرده است.

## حوادث آبان ۱۳۹۸
در خلال ادامه اعتراضات آبان ماه ۱۳۹۸ در اعتراض به افزایش ۲۰۰ درصدی نرخ بنزین، کلیپ‌هایی مبنی بر شلیک مستقیم مأموران به معترضان پخش شد. در پی بازتاب گستردهٔ این کلیپ و همچنین گزارش‌های دیگری که از حوزه‌های انتخابیه، به دست نمایندگان آنها رسیده بود نمایندگان مجلس شورای اسلامی پیگیر این ماجرا شده و پای وزیر و وزارتخانه اش به این ماجرا باز شد.

### پیامدها
پس از اطلاع یافتن نمایندگان مجلس از رخ دادن حوادثی مشابه مانند شلیک تیر به سر معترضان، طرح استیضاح رحمانی فضلی در دستور کار مجلس قرار گرفت اما پس از چند روز اعلام شد که این طرح، از حد نصاب افتاده و منتفی است.
هر چند که علی مطهری روز پنجشنبه ۴ دی ماه ۹۸ اعلام کرد که موضوع استیضاح منتفی نیست و به بعد از انتخابات مجلس شورای اسلامی در اسفند ماه موکول شده است.
وی در این باره گفته است: «این استیضاح علیرغم فشارهای زیادی که از جاهای مختلف به نمایندگان استیضاح‌کننده برای پس گرفتن امضاهای خود وارد شد اکنون ۲۰ امضا دارد در حالی که فقط ۱۰ امضا لازم است. این ۲۰ نفر قابل تقدیر هستند.»
مطهری در ادامه اضافه کرده است: «هیئت رئیسه می‌گوید مقام رهبری با این استیضاح مخالفند، لذا آن را اعلام وصول نمی‌کنیم . . . احتمالاً مخالفت ایشان به خاطر در پیش بودن انتخابات مجلس است.»
همچنین در رابطه با نقش وزیر کشور در رخ دادن حوادث آبان اعلام می‌کند: «معتقدیم که وزیر کشور به عنوان مجری تصمیم شورای هماهنگی سران قوا دربارهٔ مدیریت مصرف سوخت، به خاطر فراهم نکردن مقدمات و تمهیدات لازم برای اجرای این تصمیم، زمینه خسارات مالی و تلفات جانی قابل توجه را ایجاد کرده و به نظام جمهوری اسلامی ضربه وارد کرده است و باید بیاید و به نمایندگان مردم بابت این اشتباه بزرگش پاسخ بدهد.»

#### به پای معترضان هم شلیک شده است!
رحمانی فضلی به دلیل طرح سؤال از وی از سوی نمایندگان، روز دوشنبه ۲۵ آذر ۹۸ به مجلس رفت تا پاسخگوی سؤالات آنان باشد. محمود صادقی نماینده مردم تهران اظهار کرده است که: «در همین جلسه، یکی از نمایندگان شهرستان‌ها اعلام کرد که دو نفر در حوزه انتخابیه من (محدوده کرج و شهرقدس) با اصابت گلوله به مغزشان جان باخته‌اند و از رحمانی فضلی سؤال کرد که آیا امکان تیراندازی، دست‌کم به پا یا کمر به پائین وجود نداشته که چنین شلیک‌هایی انجام شده است؟ وزیر کشور هم در پاسخ عنوان کرد که: «خب! شلیک به پا هم انجام شده است.» پاسخی که نمایندگان از آن شگفت‌زده شدند و متعجب از این‌که آقای وزیر، با بی‌خیالی چنین مسئله‌ای را عنوان کرده است.»

#### جنجال با علی مطهری
علی مطهری در روز ۱۶ اردیبهشت ۹۹ در آخرین نطق خود در مجلس دهم دوباره وزارت کشور را مسئول سرکوب اعتراضات آبان ۹۸ دانسته و بار دیگر از رئیس مجلس دهم خواسته بود که طرح استیضاح وزیر کشور را که همچنان به قوت خود باقی است و از نصاب قانونی برخوردار است در دستور کار قرار دهد.
خبرگزاری ایسنا، روز دوشنبه ۲۹ اردیبهشت ماه به نقل از سلمان سامانی، سخنگوی وزارت کشور، خبر داد که عبدالرضا رحمانی فضلی در نامه‌ای به مجلس گفته است که «مطابق گزارش‌های نهادهای نظارتی، وزارت کشور قصور یا تقصیری در مورد حوادث آبان ماه نداشته است.» رحمانی فضلی در نامهٔ هشدارآمیز خود که در مجلس خوانده شد «خواستار اثبات ادعای علی مطهری در این باره شده و اذعان داشته: در غیر این صورت موضوع را از [طریق] مراجع صالحه پیگیری حقوقی خواهد کرد.»
سخنگوی وزارت کشور همچنین مدعی شد که برخلاف اظهارات علی مطهری پس از چشم‌پوشی برخی نمایندگان از امضای خود، طرح استیضاح وزیر کشور در اواخر آذر ماه «از نصاب قانونی افتاد» و در نتیجه از دستور کار مجلس خارج شد.
علی مطهری روز سه شنبه ۳۰ اردیبهشت ۹۹ در حساب شخصی خود در توییتر نسبت به نامهٔ وزیر کشور واکنش نشان داد: «پاسخ وزیر کشور به نطق من دربارهٔ مقصر بودن ایشان در حوادث آبان ۹۸ قانع کننده نبود. حرف من این بود که وی به عنوان مسئول اجرای تصمیم سران قوا باید لااقل یک ماه با مردم سخن می‌گفت. ضمناً ادعای از نصاب افتادن امضاهای استیضاح وی نیز واقعیت ندارد.»
مشاور وزیر کشور، روح‌الله جمعه‌ای طی نامه‌ای در واکنش به اظهارات علی مطهری این پرسش را به میان آورد که آیا دستور برای ایجاد امنیت و برخورد با عناصری که کاملاً مشخص و هدفمندانه اقدام به تهدید و تعرض به انبار غلات و آذوقه و تخریب اموال عمومی و دولتی و به ویژه مراکز اقتصادی و امنیتی و انتظامی و حتی مردم عادی داشتند را قصور در انجام وظیفه می‌دانید؟
لازم است ذکر شود برخی حقوق‌دان‌ها ادعای مطرح شده از سوی وزیر کشور در مورد شکایت از علی مطهری را مغایر با اصول ۸۴ و ۸۶ قانون اساسی جمهوری اسلامی ایران برمی‌شمارند و پیگرد قانونی مطهری از سوی وزیر کشور را ناممکن می‌دانند.

## مبتلا شدن به کرونا
طبق گزارش‌ها رحمانی فضلی در جلسات کمیته‌های تخصصی ستاد مقابله با کرونا حضور نداشته است. پی‌گیری‌ها نشان می‌دهد، عدم حضور وی در جلسات نیز به دلیل بیماری بوده است. روح‌الله جمعه ای در مصاحبه ای در این مورد گفت:در چند روز گذشته دو تن از نزدیکان وزیر کشور به‌طور خفیف به بیماری کرونا مبتلا شده بودند که رحمانی فضلی با توصیه متخصصان بهداشت و درمان و به منظور رعایت پروتکل‌های بهداشتی و اطمینان از وضعیت جسمانی اقدام به دادن آزمایش‌های لازم کرده و ترجیحاً امروز در سلامت کامل و از طریق مجازی به امورها پرداختند و انشاالله با رفع نگرانی‌ها از روز شنبه در محل کار حاضر خواهند شد.

## سفیر ایران در چین
در ۳۱ اردیبهشت ۱۴۰۴ اسماعیل بقایی، سخنگوی وزارت امور خارجه، اعلام کرد رحمانی فضلی به‌عنوان سفیر ایران در چین انتخاب شده است.

## ادعاها

### حجاب بانوان
عبدالرضا رحمانی فضلی، وزیر کشور ایران روز یکشنبه ۲۴ شهریور ۱۳۹۸، در جلسه شورای اجتماعی کشور گفته است: «بر اساس آمارهای موجود تنها ۶ تا ۷ درصد بانوان جامعه بدحجاب هستند. بیش از ۹۰ درصد زنان جامعه حجاب مناسب دارند و مراعات می‌کنند». منبع این گفتهٔ رحمانی فضلی مشخص نیست و معلوم نیست که منظور از «آمارهای موجود»، کدام تحقیق یا پژوهش رسمی است.

### مجوزهای راهپیمایی
رحمانی فضلی در خرداد ۱۳۹۹ در یک مصاحبه تلویزیونی گفت که وزارت کشورِ تحت ریاست وی، به هر تقاضای قانونی برای کسب مجوز راهپیمایی، پاسخ مثبت داده و اظهار داشته: «گفته شده که به تجمعات اجازه داده نشده است، در حالی که ما به هر نوع تجمعی که قانون اجازه دهد، مجوز می‌دهیم. فقط در ۱۶ آذر سال قبل، ۱۶۰۰ تجمع داشتیم.»
اشارهٔ رحمانی فضلی به روز دانشجو است که هر ساله در ۱۶ آذر در داخل دانشگاه‌ها برگزار می‌شود. حال آنکه برگزاری اجتماعات در دانشگاه‌ها طبق تبصره ۲ ماده ۴ آیین‌نامه «چگونگی تأمین امنیت اجتماعات و راهپیمایی‌های قانونی» مصوب هیئت دولت نیاز به اخذ مجوز از وزارت کشور ندارد، بلکه تشکل‌های دانشگاهی (استادان و دانشجویان) برای برگزاری تجمعات درون دانشگاه‌ها از دانشگاه مربوط باید مجوز دریافت کنند.
همچنین شواهد و قرائن زیادی -از جمله گزارش‌های رسمی مرکز پژوهش‌های مجلس- وجود دارد که نشان می‌دهد، برخلاف گفته وزیر کشور، نه تنها «به هر نوع تجمعات قانونی» اجازه برگزاری داده نمی‌شود، بلکه در عمل امکان برگزاری تجمع برای همه وجود ندارد و یکی از موانع برگزاری تجمعات قانونی مخالفت‌های وزارت کشور است. البته در این میان باید حساب گروه‌هایی خاص از هواداران نظام را جدا کرد که در عمل محدودیتی برای برگزاری تجمع و راهپیمایی ندارند.

## تحریم توسط ایالات متحده آمریکا
در تاریخ ۲۰ مه ۲۰۲۰ وزارت خزانه‌داری آمریکا اعلام کرد، حسین اشتری و عبدالرضا رحمانی فضلی، وزیر کشور را به دلیل «نقض فاحش حقوق بشر شهروندان ایرانی» در فهرست تحریم‌های خود قرار داده است. بر اساس بیانیه وزارت خزانه‌داری آمریکا، عبدالرضا رحمانی فضلی در مقام وزیر کشور و جانشین فرمانده کل قوا در امور نیروی انتظامی جمهوری اسلامی ایران با صدور فرمان‌هایی به نیروهای پلیس اجازه استفاده از «نیروی مرگبار» علیه معترضان و رهگذران را در جریان اعتراضات آبان ۱۳۹۸ ایران داد که منجر به قتل تعداد زیادی از مردم معترض، از جمله ۲۳ کودک شد.

## تاریخچه انتخاباتی
| سال       | انتخابات          | رأی     | ٪    | رتبه | نتیجه              | منبع   |
| --------- | ----------------- | ------- | ---- | ---- | ------------------ | ------ |
| ۱۳۷۱      | مجلس شورای اسلامی | ۵۷٬۹۴۷  | ۵۳٫۵ | ۱    | پیروزی             | [ ۴۳ ] |
| ۱۳۸۷–۱۳۸۶ | مجلس شورای اسلامی | ۱۲۰٬۰۶۳ | ۱۶٫۸ | ۶    | راهیابی به دور دوم | [ ۴۴ ] |
| ۱۳۸۷–۱۳۸۶ | مجلس شورای اسلامی | —       | —    | ۳    | شکست               | [ ۴۵ ] |